# Fonovisa Records

La Fonovisa Records è una casa discografica messicana che produce principalmente artisti che propongono uno stile messicano. Con questa casa discografica hanno registrato artisti come  Cristian Castro, Enrique Iglesias e Thalía.
Nel 2001 Fonovisa fu acquisita dalla Univision Music Group, che nel 2008 l'ha ceduta alla Universal Music Group.